# Warren Davis
Warren Lee Davis (Atlantic City, 30 giugno 1943) è un ex cestista statunitense, professionista nella ABA.

## Carriera
Venne selezionato dai New York Knicks al sesto giro del Draft NBA 1965 (46ª scelta assoluta).

## Palmarès
- Campione EPBL (1965)
- ABA All-Star Game: 1

1969
- 2 volte campione EBA (1975, 1976)
- Ventunesimo migliore rimbalzista di sempre ABA
- Cinquantesimo miglior marcatore di sempre ABA
- Cinquantaseiesimo per numero di assist di sempre ABA